# Hablante
En un sentido informal, un hablante de una lengua es una persona capaz de comunicarse adecuadamente usando formas léxicas y morfológicas de una lengua concreta. Desde un punto de vista lingüístico, el concepto es mucho más complicado y tiene aspectos neurolingüísticos, psicolingüísticos, idiolecto y sociolingüísticos::
- En primer lugar, debe decirse en qué consiste efectivamente una lengua. Más específicamente, no está completamente claro en qué consiste tener un conocimiento de una lengua, si se compara el cerebro de un hablante de una lengua con el cerebro de otra persona que no habla esa lengua no es simple identificar las diferencias.
- En segundo lugar, incluso a nivel psicolingüístico existen grados de conocimiento de la lengua, por ejemplo la mayor parte de niños desde un poco antes de los 24 meses son capaces de entender muchas cosas en su lengua materna, pero su conocimiento difiere notablemente del que tiene un adulto competente en dicha lengua, como ha establecido la disciplina que estudia el desarrollo del lenguaje.
- En tercer lugar, todo hablante tienen peculiaridades idiosincráticas, usa preferentemente ciertas formas léxicas con un cierto significado, puede usar determiandas estructuras que otro hablantes no use en absoluto o use muy restringidamente. E incluso cada hablante puede diferir de otros en su vocabulario, pronunciación y características dialectales. No está claro cuándo dos hablantes deben considerarse hablantes de la misma lengua (aunque sus hablas sean comprensibles en alto grado, existen ejemplo en las lenguas del mundo en que existe dialectos divergentes con difícil comprensión mutua, sin previa exposición del hablante a las formas del otro hablante).
- En cuarto lugar, en términos sociolingüísticos no todos los hablantes comparten la misma actitud positiva hacia la lengua que son capaces de usar en algún grado, algunos hablantes pueden considerarse semi-hablantes, hablantes con fuerte interferencia de otras lenguas, etc. Además existen situaciones diglósicas por la cual la capacidad de un hablante para discutir sobre un tema concreto puede depender del tema o contexto.